# Николај Носков
Николај Иванович Носков (рус. Никола́й Ива́нович Носко́в; Гжат, 12. јануар 1956) руски је музичар, пјевач и композитор. Петоструки је добитник награде „Златни грамофон“, Заслужни уметник Руске Федерације.

## Биографија
Носков је рођен 12. јануара 1956. године у граду Смоленск региона Гжат (сада Гагарин) у породици радничке класе. Његов отац Иван Носков је ромског порекла, ради у фабрици. Његова мајка, Екатарина Константиновна Носков је радила као млекарица, и на градилишту. Поред Николе, породица је имала још четворо деце.
Када је Никола имао 8 година, породица се преселила у град Череповец. Од детињства учествује у аматерским опсезима. Са 14 година, освојио је прву награду као најбољи певач у конкуренцији Северо-Западног региона.
Формално музичко образовање нема. Самоуко је научио да свира клавир, гитару и бубњеве, а док је служио војску свирао је трубу. Као певач у школској групи изводио је хитове Битлса, Криденса и других рок бендова тада популарних међу Руском омладином. Постери група Лед Цепелин и Пинк Флојд нашли су место поред портрета оперског певача Шаљапина који је висио изнад Николајевог кревета. Тада је још слабо говорио енглески језик, само је транскрибовао текстове са плоча, и то на ћирилицу. Но није много времена прошло да му пажњу истински привуче језик рокенрола.
Носков је учествовао у заједничким пројектима са великим бројем домаћих и страних композитора и музичара, укључујући Алекандер Затсепинa и Едуард Артемијевa.
Од 1981. године Носков је певач и гитариста хард-рок ансамбла Москва, који 1982. године у продукцији прогресивног композитора Давида Тукхманова издаје албум НЛО при издавачкој кући Мелодия. Међутим Москва је била кратког века, под притиском власти и медија, он је раскринкан – звук бенда био је прежесток за тадашњу Совјетску публику. У пролеће 1984. Николај Носков је главни солиста ансамбла Поющие сердца под вођством Виктор Векштејна. Године 1985., наступа на аудицији за место певача у формирајућој хеви метал групи Арија. Након тога наступао је са неколико песама за филм Острво изгубљених бродова и „Она је с метлом, он је у црном шеширу” 1987. године.
Година 1987. је пресудна у његовој каријери. Након осам година пјевања у разним московским ресторанима и клубовима, Носкову је у живот ушао састав «Горки Парк», чији је оснивач био Стас Намин. Носкова је са групом повезао заједнички интерес за западњачку рок сцену. Након фестивала на којем су наступали као предгрупа саставу Скорпионс, Горки Парк је потписао уговор са дискографском кућом Полиграм (Polygram Records) и група је снимила свој први истоимени албум, под надзором продуцента Бруса Фербаирна (Bruce Fairbairn). Горки Парк је албумом покушао освојити америчку публику, не одричући се својих руских корена али истовремено свирајући хард рок и хеви метал, што се показало успешним. Нумера "Банг" коју је написао и компоновао Носков, заједно са целим албумом успела се на високе позиције музичких лествица на радију и MTV-ју, албум је у Данској достигао чак и златан тираж. Горки Парк и Носков ускоро су кренули на премијерну турнеју по Сједињеним Америчким Државама.
Међутим, због финансијских и породичних разлога, али и пренапрегнутих гласних жица Носков је напустио бенд 1990. године. Улогу певача и басисте у саставу преузео је Александар Минков.
Након што је напустио Горки Парк, 1994. године је започео самосталну соло каријеру. Најпознатији хитови Николаја Носкова су: Дай мне шанс, Снег, Это здорово, Паранойя, Я тебя люблю, Я не модный, А на меньшее я не согласен.

## Приватни живот
Николај су се венчали девојком Марина. Он има ћерку Катерина (рођен 1991). Има унука Мирослава (рођен 2015)

## Дискографија

### Албуми
| Година | Албум          |
| 1998.  | Блажь          |
| 1999.  | Паранойя       |
| 2000.  | Дышу тишиной   |
| 2006.  | По пояс в небе |
| 2011.  | Оно того стоит |
| 2012.  | Без названия   |
| 2019.  | Живой          |

### Други албуми
| Година | Албум                                                |
| 1982.  | Н. Л. О (као група Москва)                           |
| 1988.  | К теологии (као група Гран-При)                      |
| 1989.  | Gorky Park (као група Горки Парк)                    |
| 1994.  | Mother Russia (као група Николај)                    |
| 2001.  | Лучшие песни в сопровождении симфонического оркестра |
| 2002.  | Лучшие песни                                         |
| 2003.  | Океан любви                                          |
| 2008.  | Лучшие песни                                         |
| 2008.  | Дышу тишиной                                         |
| 2016.  | The Best                                             |

### Спотови
| Спот | Година | Режисер             |
| ---- | ------ | ------------------- |
|      | 1996   | —                   |
|      | 1997   | Јури Носков         |
|      | 1997   | —                   |
|      | 1998   | Јури Носков         |
|      | 1998   | А. Петросјан        |
|      | 1999   | Олег Погодин        |
|      | 1999   | Олег Погодин        |
|      | 2000   | Павел Владимирски   |
|      | 2001   | Олег Гусев          |
|      | 2003   | Терри               |
|      | 2005   | Галина Швеиковскаја |
|      | 2009   | —                   |
|      | 2012   | Роберт Брелохс      |
|      | 2014   | Заур Засеев         |
|      | 2017   | —                   |